# عباس فاضل العصفور
عباس فاضل عبد الله أحمد مكي العصفور (ولد في 2 مارس 1999 في البحرين) لاعب كرة قدم دولي بحريني يجيد اللعب في مركز الوسط الأيمن وبدرجة أقل الوسط المهاجم. يلعب حاليا لصالح الرفاع الذي ينافس في الدوري البحريني الممتاز منذ 2021.